# Groupe B de la Coupe d'Asie des nations de football 2019
Les matchs du groupe B de la Coupe d'Asie des nations 2019 se déroulent du 6 au 15 janvier 2019. Le groupe est constitué des équipes suivantes :
  Australie

 Syrie
  Palestine
  Jordanie
Les deux premiers de ce groupe B se qualifient pour les huitièmes de finale.

## Classement
| Rang | Équipe    | Pts | J | G | N | P | Bp | Bc | Diff |
| ---- | --------- | --- | - | - | - | - | -- | -- | ---- |
| 1    | Jordanie  | 7   | 3 | 2 | 1 | 0 | 3  | 0  | +3   |
| 2    | Australie | 6   | 3 | 2 | 0 | 1 | 6  | 3  | +3   |
| 3    | Palestine | 2   | 3 | 0 | 2 | 1 | 0  | 3  | -3   |
| 4    | Syrie     | 1   | 3 | 0 | 1 | 2 | 2  | 5  | -3   |

## Matchs
Tous les horaires listés sont GST (UTC+4).

### Australie - Jordanie

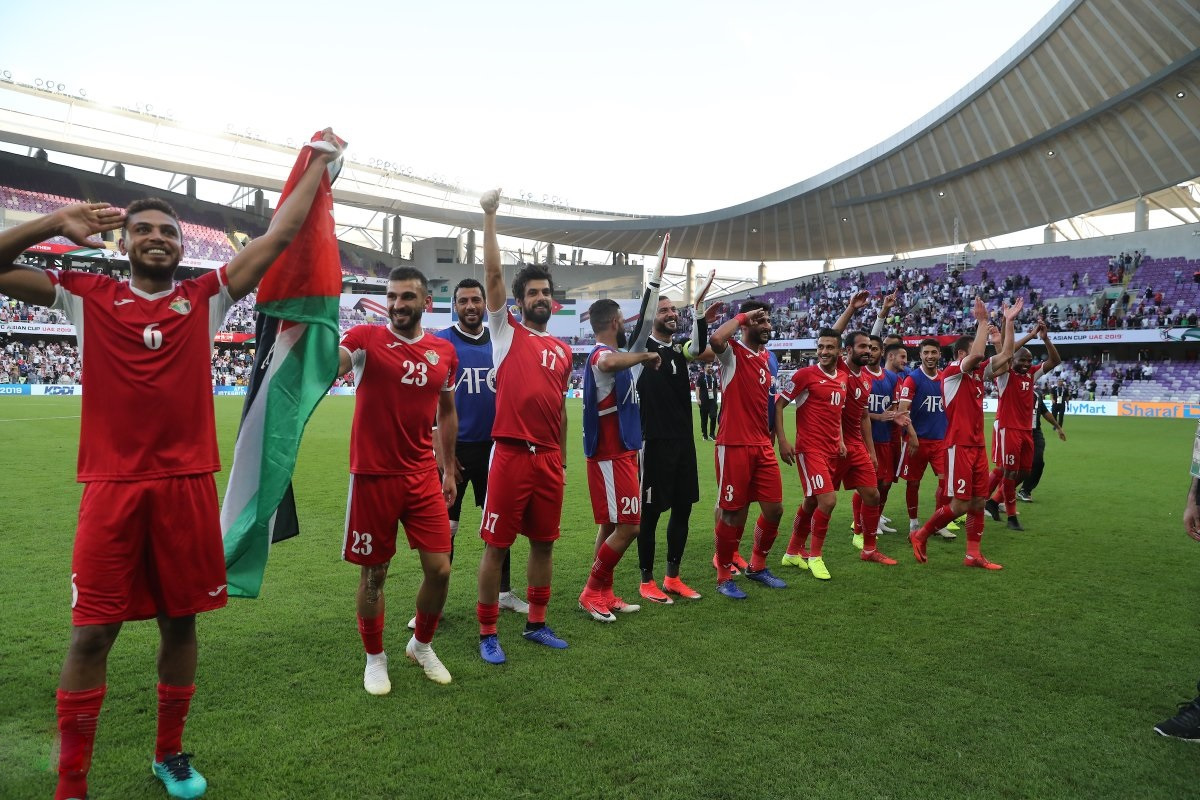
Les joueurs jordaniens célébrant après le match

| 6 janvier 2019 | Australie                                   | 0 - 1   | Jordanie                      | Stade Hazza Bin Zayed, Al-Aïn                |                                              |
| 15h00          |                                             | (0 - 1) | 26e Bani Yaseen (Al-Taamari ) | Spectateurs : 4 934 Arbitrage : Ahmed Al-Kaf | Spectateurs : 4 934 Arbitrage : Ahmed Al-Kaf |
| 15h00          | http://stats.the-afc.com/match_report/13261 |         |                               | Spectateurs : 4 934 Arbitrage : Ahmed Al-Kaf | Spectateurs : 4 934 Arbitrage : Ahmed Al-Kaf |

| Australie | Jordanie |

| GK              | 1  | Mathew Ryan       |     |     |
| RB              | 19 | Josh Risdon       |     | 46e |
| CB              | 2  | Milos Degenek     |     |     |
| CB              | 20 | Trent Sainsbury   | 28e |     |
| LB              | 16 | Aziz Behich       |     |     |
| CM              | 5  | Mark Milligan (c) |     |     |
| CM              | 8  | Massimo Luongo    |     | 74e |
| RW              | 21 | Awer Mabil        |     |     |
| AM              | 23 | Tom Rogić         |     |     |
| LW              | 10 | Robbie Kruse      |     | 55e |
| CF              | 9  | Jamie Maclaren    |     |     |
| Remplaçants :   |    |                   |     |     |
| DF              | 4  | Rhyan Grant       |     | 46e |
| FW              | 15 | Chris Ikonomidis  |     | 55e |
| MF              | 22 | Jackson Irvine    |     | 74e |
| Sélectionneur : |    |                   |     |     |
| Graham Arnold   |    |                   |     |     |

| GK               | 1  | Amer Shafi (c)      |     |     |
| RB               | 2  | Feras Shelbaieh     |     |     |
| CB               | 3  | Tareq Khattab       |     |     |
| CB               | 19 | Anas Bani Yaseen    |     |     |
| LB               | 21 | Salem Al-Ajalin     |     |     |
| CM               | 4  | Baha' Abdel-Rahman  |     |     |
| CM               | 6  | Saeed Murjan        |     | 90e |
| RW               | 7  | Yousef Al-Rawashdeh |     |     |
| AM               | 11 | Yaseen Al-Bakhit    |     | 88e |
| LW               | 13 | Khalil Bani Attiah  |     |     |
| CF               | 18 | Musa Al-Taamari     | 51e | 72e |
| Remplaçants :    |    |                     |     |     |
| FW               | 9  | Baha' Faisal        |     | 72e |
| FW               | 14 | Ahmad Ersan         |     | 88e |
| MF               | 10 | Ahmed Samir         |     | 90e |
| Sélectionneur :  |    |                     |     |     |
| Vital Borkelmans |    |                     |     |     |

| Homme du Match: Anas Bani Yaseen (Jordanie) Assistant referees: Abu Bakar Al-Amri (Oman) Rashid Al-Ghaithi (Oman) Fourth official: Taleb Al-Marri (Qatar) Additional assistant referees: Abdulrahman Al-Jassim (Qatar) Khamis Al-Marri (Qatar) |

### Syrie - Palestine
| 6 janvier 2019 | Syrie                                       | 0 - 0   | Palestine | Stade Chardjah, Chardjah                        |                                                 |
| 20h00          |                                             | (0 - 0) |           | Spectateurs : 8 471 Arbitrage : Ravchan Irmatov | Spectateurs : 8 471 Arbitrage : Ravchan Irmatov |
| 20h00          | http://stats.the-afc.com/match_report/13262 |         |           | Spectateurs : 8 471 Arbitrage : Ravchan Irmatov | Spectateurs : 8 471 Arbitrage : Ravchan Irmatov |

| Syrie | Palestine |

| GK              | 1  | Ibrahim Alma          |       |     |
| RB              | 2  | Ahmad Al Salih        |       |     |
| CB              | 4  | Jehad Al Baour        |       |     |
| CB              | 15 | Abdul Malek Al Anizan |       |     |
| LB              | 3  | Moayad Ajan           |       |     |
| CM              | 14 | Tamer Haj Mohamad     | 76e   | 81e |
| CM              | 18 | Zaher Midani          |       | 73e |
| RW              | 11 | Osama Omari           |       | 41e |
| AM              | 7  | Omar Kharbin          |       |     |
| LW              | 21 | Fahd Youssef          |       |     |
| CF              | 9  | Omar Al Somah (c)     |       |     |
| Remplaçants :   |    |                       |       |     |
| MF              | 17 | Youssef Kalfa         |       | 41e |
| MF              | 10 | Mohammed Osman        |       | 73e |
| MF              | 16 | Ahmed Ashkar          | 90+2e | 81e |
| Sélectionneur : |    |                       |       |     |
| Bernd Stange    |    |                       |       |     |

| GK                  | 22 | Rami Hamadeh          |          |     |
| RB                  | 7  | Musab Al-Battat       | 59e      |     |
| CB                  | 4  | Mohammed Saleh        | 43e, 68e |     |
| CB                  | 15 | Abdelatif Bahdari (c) |          |     |
| LB                  | 14 | Abdullah Jaber        |          |     |
| RM                  | 23 | Mohammed Darweesh     |          |     |
| CM                  | 8  | Jonathan Cantillana   | 5e       | 76e |
| CM                  | 9  | Tamer Seyam           |          |     |
| CM                  | 17 | Pablo Tamburrini      |          | 64e |
| LM                  | 10 | Sameh Maraaba         |          |     |
| CF                  | 11 | Yashir Islame         |          | 82e |
| Remplaçants :       |    |                       |          |     |
| DF                  | 21 | Alexis Norambuena     |          | 64e |
| MF                  | 6  | Shadi Shaban          |          | 76e |
| FW                  | 19 | Mahmoud Wadi          |          | 82e |
| Sélectionneur :     |    |                       |          |     |
| Noureddine Ould Ali |    |                       |          |     |

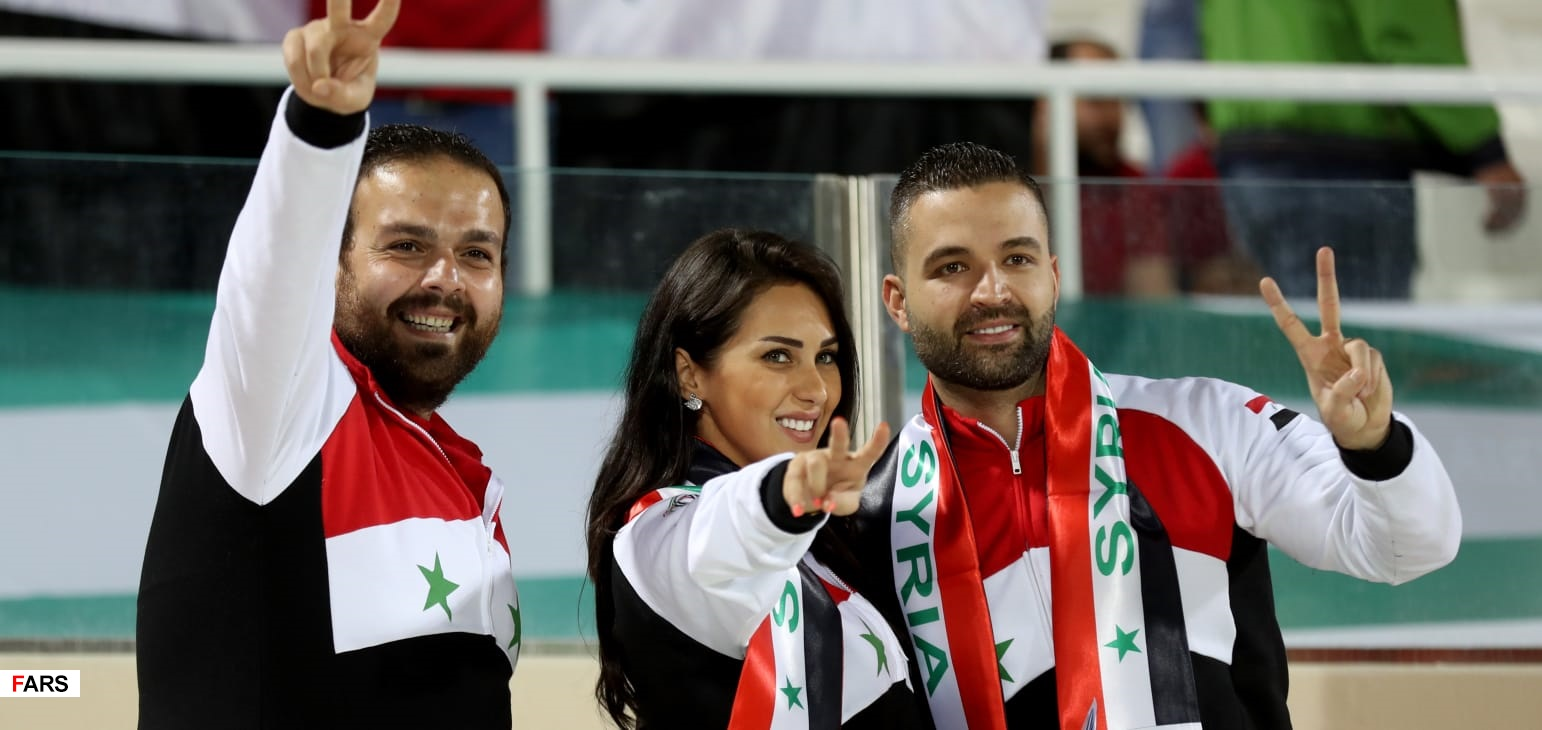
Les fans syriens avant le match

| Homme du Match: Abdelatif Bahdari (Palestine) Assistant referees: Abdoukhamidoullo Rassoulov (Uzbekistan) Jakhongir Saïdov (Uzbekistan) Fourth official: Sergueï Grichtchenko (Kyrgyzstan) Additional assistant referees: Valentin Kovalenko (Uzbekistan) Ilgiz Tantachev (Uzbekistan) |

### Jordanie - Syrie
| 10 janvier 2019 | Jordanie                                    | 2 - 0 | Syrie | Stade Cheikh Khalifa, Al-Aïn |                          |
| 17h30           | Al-Taamari 26e · Khattab 43e                |       |       | Arbitrage : Kim Dong-jin     | Arbitrage : Kim Dong-jin |
| 17h30           | http://stats.the-afc.com/match_report/13263 |       |       | Arbitrage : Kim Dong-jin     | Arbitrage : Kim Dong-jin |

| Jordanie | Syrie |

| GK               | 1  | Amer Shafi (c)      |     |     |
| RB               | 2  | Feras Shelbaieh     |     |     |
| CB               | 19 | Anas Bani Yaseen    |     |     |
| CB               | 21 | Salem Al-Ajalin     |     |     |
| LB               | 3  | Tareq Khattab       |     |     |
| RM               | 7  | Yousef Al-Rawashdeh |     | 52e |
| CM               | 4  | Baha' Abdel-Rahman  |     |     |
| CM               | 6  | Saeed Murjan        |     |     |
| LM               | 13 | Khalil Bani Attiah  |     |     |
| CF               | 11 | Yaseen Al-Bakhit    |     |     |
| CF               | 18 | Musa Al-Taamari     | 80e | 85e |
| Remplaçants :    |    |                     |     |     |
| MF               | 10 | Ahmed Samir         |     | 52e |
| FW               | 14 | Ahmad Ersan         |     | 85e |
| Sélectionneur :  |    |                     |     |     |
| Vital Borkelmans |    |                     |     |     |

| GK              | 1  | Ibrahim Alma          |     |     |
| RB              | 2  | Ahmad Al Salih        |     |     |
| CB              | 21 | Fahd Youssef          |     | 70e |
| CB              | 4  | Jehad Al Baour        | 80e | 82e |
| LB              | 3  | Moayad Ajan           |     |     |
| RM              | 15 | Abdul Malek Al Anizan | 33e |     |
| CM              | 14 | Tamer Haj Mohamad     |     |     |
| CM              | 10 | Mohammed Osman        |     |     |
| LM              | 19 | Mardik Mardikian      | 2e  | 46e |
| CF              | 7  | Omar Kharbin          |     |     |
| CF              | 9  | Omar Al Somah (c)     |     |     |
| Remplaçants :   |    |                       |     |     |
| MF              | 8  | Mahmoud Al-Mawas      |     | 46e |
| MF              | 17 | Youssef Kalfa         |     | 70e |
| MF              | 20 | Khaled Mobayed        |     | 82e |
| Sélectionneur : |    |                       |     |     |
| Bernd Stange    |    |                       |     |     |

| Assistant referees: Yoon Kwang-yeol (Corée du Sud) Park Sang-jun (Corée du Sud) Fourth official: Yaser Tulefat (Bahreïn) Additional assistant referees: Nawaf Shukralla (Bahreïn) Ko Hyung-jin (Corée du Sud) |

### Palestine - Australie
| 11 janvier 2019 | Palestine                                   | 0 - 3 | Australie                              | Stade Maktoum bin Rachid Al Maktoum, Dubaï |                                |
| 15h00           |                                             |       | Maclaren 18e · Mabil 20e · Giannou 90e | Arbitrage : Valentin Kovalenko             | Arbitrage : Valentin Kovalenko |
| 15h00           | http://stats.the-afc.com/match_report/13264 |       |                                        | Arbitrage : Valentin Kovalenko             | Arbitrage : Valentin Kovalenko |

| Palestine | Australie |

| GK                  | 22 | Rami Hamadeh          |     |     |
| RB                  | 7  | Musab Al-Battat       |     |     |
| CB                  | 15 | Abdelatif Bahdari (c) |     |     |
| CB                  | 21 | Alexis Norambuena     |     |     |
| LB                  | 14 | Abdullah Jaber        |     |     |
| CM                  | 19 | Mahmoud Wadi          |     | 77e |
| CM                  | 23 | Mohammed Darweesh     |     |     |
| RW                  | 6  | Shadi Shaban          |     |     |
| AM                  | 20 | Nazmi Albadawi        |     | 71e |
| LW                  | 9  | Tamer Seyam           |     |     |
| CF                  | 8  | Jonathan Cantillana   | 35e | 57e |
| Remplaçants :       |    |                       |     |     |
| MF                  | 18 | Oday Dabbagh          |     | 57e |
| MF                  | 3  | Mohammed Bassim       |     | 71e |
| FW                  | 12 | Khaled Salem          |     | 77e |
| Sélectionneur :     |    |                       |     |     |
| Noureddine Ould Ali |    |                       |     |     |

| GK              | 1  | Mathew Ryan       |     |     |
| RB              | 4  | Rhyan Grant       |     |     |
| CB              | 2  | Milos Degenek     |     |     |
| CB              | 20 | Trent Sainsbury   | 83e |     |
| LB              | 16 | Aziz Behich       |     |     |
| CM              | 5  | Mark Milligan (c) |     |     |
| CM              | 22 | Jackson Irvine    |     |     |
| RW              | 21 | Awer Mabil        |     | 87e |
| AM              | 23 | Tom Rogic         | 56e | 75e |
| LW              | 15 | Chris Ikonomidis  |     |     |
| CF              | 9  | Jamie Maclaren    |     | 82e |
| Remplaçants :   |    |                   |     |     |
| MF              | 8  | Massimo Luongo    |     | 75e |
| FW              | 14 | Apostolos Giannou |     | 82e |
| FW              | 10 | Robbie Kruse      |     | 87e |
| Sélectionneur : |    |                   |     |     |
| Graham Arnold   |    |                   |     |     |

| Assistant referees: Abdukhamidullo Rasulov (Uzbekistan) Jakhongir Saidov (Uzbekistan) Fourth official: Mohamed Salman (Bahrain) Additional assistant referees: Ravshan Irmatov (Uzbekistan) Ilgiz Tantashev (Uzbekistan) |

### Australie - Syrie
| 15 janvier 2019 | Australie                                   | 3 - 2 | Syrie                             | Stade Cheikh Khalifa, Al-Aïn   |                                |
| 17h30           | Mabil 41e · Ikonomidis 54e · Rogic 90+3e    |       | Kharbin 43e · Al Somah 80e (pen.) | Arbitrage : César Arturo Ramos | Arbitrage : César Arturo Ramos |
| 17h30           | http://stats.the-afc.com/match_report/13265 |       |                                   | Arbitrage : César Arturo Ramos | Arbitrage : César Arturo Ramos |

| Australie | Syrie |

| GK              | 1  | Mathew Ryan       |     |       |
| RB              | 4  | Rhyan Grant       |     |       |
| CB              | 2  | Milos Degenek     |     |       |
| CB              | 5  | Mark Milligan (c) |     |       |
| LB              | 16 | Aziz Behich       |     |       |
| CM              | 22 | Jackson Irvine    |     |       |
| CM              | 8  | Massimo Luongo    | 62e | 90+1e |
| RW              | 21 | Awer Mabil        |     | 82e   |
| AM              | 23 | Tom Rogic         |     |       |
| LW              | 15 | Chris Ikonomidis  |     |       |
| CF              | 9  | Jamie Maclaren    |     | 68e   |
| Remplaçants :   |    |                   |     |       |
| FW              | 14 | Apostolos Giannou |     | 68e   |
| FW              | 10 | Robbie Kruse      |     | 82e   |
| DF              | 6  | Matthew Jurman    |     | 90+1e |
| Sélectionneur : |    |                   |     |       |
| Graham Arnold   |    |                   |     |       |

| GK              | 1  | Ibrahim Alma          |     |     |
| RB              | 12 | Hussein Jwayed        |     | 74e |
| CB              | 5  | Omar Midani           |     |     |
| CB              | 2  | Ahmad Al Salih (c)    |     |     |
| LB              | 3  | Moayad Ajan           |     |     |
| RM              | 8  | Mahmoud Al-Mawas      | 59e |     |
| CM              | 14 | Tamer Haj Mohamad     |     |     |
| CM              | 20 | Khaled Mobayed        |     | 83e |
| LM              | 7  | Omar Kharbin          |     |     |
| AM              | 10 | Mohammed Osman        |     | 72e |
| CF              | 9  | Omar Al Somah         |     |     |
| Remplaçants :   |    |                       |     |     |
| MF              | 21 | Fahd Youssef          |     | 72e |
| DF              | 15 | Abdul Malek Al Anizan |     | 74e |
| MF              | 18 | Zaher Midani          |     | 83e |
| Sélectionneur : |    |                       |     |     |
| Fajr Ibrahim    |    |                       |     |     |

| Assistant referees: Miguel Hernández (Mexico) Alberto Morín (Mexico) Fourth official: Palitha Hemathunga (Sri Lanka) Additional assistant referees: Liu Kwok Man (Hong Kong) Khamis Al-Marri (Qatar) |

### Palestine - Jordanie
| 15 janvier 2019 | Palestine                                   | 0 - 0 | Jordanie | Stade Mohammed-Bin-Zayed, Abou Dabi |                            |
| 17h30           |                                             |       |          | Arbitrage : Mohanad Qassim          | Arbitrage : Mohanad Qassim |
| 17h30           | http://stats.the-afc.com/match_report/13266 |       |          | Arbitrage : Mohanad Qassim          | Arbitrage : Mohanad Qassim |

| Palestine | Jordanie |

| GK                  | 22 | Rami Hamadeh          |     |     |
| RB                  | 3  | Mohammed Bassim       |     | 88e |
| CB                  | 15 | Abdelatif Bahdari (c) |     |     |
| CB                  | 7  | Musab Al-Battat       |     |     |
| LB                  | 14 | Abdullah Jaber        |     |     |
| RM                  | 18 | Oday Dabbagh          |     |     |
| CM                  | 23 | Mohammed Darweesh     |     | 79e |
| CM                  | 4  | Mohammed Saleh        |     |     |
| LM                  | 9  | Tamer Seyam           | 19e |     |
| AM                  | 11 | Yashir Islame         |     | 62e |
| CF                  | 19 | Mahmoud Wadi          | 88e |     |
| Remplaçants :       |    |                       |     |     |
| FW                  | 12 | Khaled Salem          |     | 62e |
| MF                  | 20 | Nazmi Albadawi        |     | 79e |
| DF                  | 21 | Alexis Norambuena     |     | 88e |
| Sélectionneur :     |    |                       |     |     |
| Noureddine Ould Ali |    |                       |     |     |

| GK               | 1  | Amer Shafi (c)     |     |     |
| RB               | 2  | Feras Shelbaieh    |     |     |
| CB               | 3  | Tareq Khattab      |     |     |
| CB               | 19 | Anas Bani Yaseen   | 54e |     |
| LB               | 23 | Ihsan Haddad       |     |     |
| CM               | 13 | Khalil Bani Attiah |     |     |
| CM               | 4  | Baha' Abdel-Rahman |     |     |
| RW               | 14 | Ahmad Ersan        |     | 82e |
| AM               | 6  | Saeed Murjan       | 25e | 63e |
| LW               | 11 | Yaseen Al-Bakhit   |     |     |
| CF               | 10 | Ahmed Samir        |     |     |
| Remplaçants :    |    |                    |     |     |
| FW               | 20 | Odai Khadr         |     | 63e |
| MF               | 16 | Saleh Rateb        |     | 82e |
| Sélectionneur :  |    |                    |     |     |
| Vital Borkelmans |    |                    |     |     |

| Assistant referees: Taleb Al-Marri (Qatar) Saud Al-Maqaleh (Qatar) Fourth official: Yoon Kwang-yeol (South Korea) Additional assistant referees: Ali Sabah (Iraq) Khamis Al-Kuwari (Qatar) |

## Discipline
Le critère disciplinaire est susceptible d'être utilisé afin de départager des équipes qui se retrouveraient à égalité parfaite à l'issue de la dernière journée. Les points disciplinaires sont calculés sur la base des cartons jaunes et rouges reçus sur l'ensemble des matches de groupe, comme suit, :
- carton jaune = 1 point
- carton rouge à la suite des deux cartons jaunes = 3 points
- carton rouge direct = 3 points
- carton jaune suivi d'un carton rouge direct = 4 points

| Team      | J 1    | J 1                                        | J 1          | J 1                         | J 2    | J 2                                        | J 2          | J 2                         | J 3    | J 3                                        | J 3          | J 3                         | Points |
| Team      | Averti | Carton jaune · Carton jaune · Carton rouge | Carton rouge | Carton jaune · Carton rouge | Averti | Carton jaune · Carton jaune · Carton rouge | Carton rouge | Carton jaune · Carton rouge | Averti | Carton jaune · Carton jaune · Carton rouge | Carton rouge | Carton jaune · Carton rouge | Points |
| --------- | ------ | ------------------------------------------ | ------------ | --------------------------- | ------ | ------------------------------------------ | ------------ | --------------------------- | ------ | ------------------------------------------ | ------------ | --------------------------- | ------ |
| Jordanie  | 1      |                                            |              |                             |        |                                            |              |                             |        |                                            |              |                             | −1     |
| Australie | 1      |                                            |              |                             | 2      |                                            |              |                             |        |                                            |              |                             | −3     |
| Syrie     | 2      |                                            |              |                             | 3      |                                            |              |                             |        |                                            |              |                             | −5     |
| Palestine | 2      | 1                                          |              |                             | 1      |                                            |              |                             |        |                                            |              |                             | −6     |